# せんだい3.11メモリアル交流館
せんだい3.11メモリアル交流館（せんだい3.11めもりあるこうりゅうかん）は、宮城県仙台市若林区の荒井駅舎内にある東日本大震災伝承施設。

## 概要
東日本大震災の記憶と経験を継承するためのさまざまな取組みを有機的に結び、未来や世界へつないでいくこと。「わたしたちの3.11」と題して、来館者それぞれの3.11への想いを短冊に書き掲示してもらう参加型の展示が行われており、一人ひとりがあの日に思いを馳せ、考え、自由に表現できるコミュニケーションの場となっている。
館内はバリアフリー構造であり、2016年にグットデザイン賞を獲得した。
2023年4月には、ウクライナ国政府視察団が訪れた。

## 主な施設

### 1階
- 交流スペース - 立体地図やスライド、関連図書などにより、仙台市東部沿岸地域の情報を発信していく場として使用。

### 2階
- 展示室 - 震災被害や復旧・復興の状況などを伝える常設展示と、東部沿岸地域の暮らし・記憶など様々な視点から震災を伝える企画展示で構成されている。
- スタジオ - 各種ワークショップなどに使用するほか、震災や地域の記憶を伝えていく市民活動の場として活用。

### 3階
- 屋上庭園 - 憩いの場として開放するほか、イベントなどにも使用。

## 利用情報
- 開館時間
  - 10:00～17:00
- 定休日
  - 月曜日（祝日の場合はその翌日）
  - 年末年始（12月29日から翌年1月3日まで）
  - 祝日の翌日（土・日曜日、祝日を除く）
  - 臨時休館日
- 観覧料
  - 要確認

## アクセス
- 公共交通機関：【地下鉄】東西線「荒井駅」下車（駅に併設・仙台駅から13分）
- 車：仙台東部道路 仙台東I.Cより5分